# 吳大揆
吳大揆（1923年—1972年），為吳氏太極拳宗師吳公儀長子，為吳氏太極拳第四代嫡系傳人。他兒時直接由祖父吳鑑泉授拳。
吳大揆曾協助其父努力將吳家太極推廣至全遠東，拳社遍及香港、九龍、澳門、菲律賓、新加坡及馬來西亞。亦曾應香港及新加坡電視台邀請，在電視節目中與門人即席示範，為推廣吳氏太極拳作出重大貢獻，其門下較有成就的弟子計有陳昌立、莫池、黎威祥等。吳大揆更立志將吳氏太極拳進一步推廣至北美，可惜早歿，未竟心願。其心願由其弟吳大齊及其長子吳光宇繼承。
吳大揆擅於實戰，來香港前早已揚名於佛山一帶。太極拳原理雖一，但在不同宗師手上，往往會有不同的風格和演繹。吳大揆自少年時起已從實戰中印證拳理，漸漸自成一格，主張實用，不喜玄虛。
二次大戰時，一名日軍學堂的日籍武術教官，聞吳大揆之名而要與他一戰。當時吳大揆說出條件，就是戰後不論結果如何，必要放他走，教官答允。結果吳大揆在拳腳與兵器上均技壓該名教官，教官嘖嘖稱奇。日本戰敗後，教官回到日本，向上頭報告此事，推崇吳大揆之武功。日本方面知道吳大揆遷居於香港，便派人請他到日本教學。吳大揆也應約到日本作了一次中日武術交流。